# Le Fou (film, 1909)
Pour l’article homonyme, voir Le Fou.
Le Fou est un film muet français réalisé par Louis Feuillade, sorti en 1909.

## Distribution
- Alice Tissot
- Maurice Vinot
- Renée Carl